# Parga (gemeente)
Parga (Grieks: Πάργα) is sedert 2011 een fusiegemeente (dimos) in de Griekse bestuurlijke regio (periferia) Epirus.
De twee deelgemeenten (dimotiki enotita) van de fusiegemeente zijn:
- Fanari (Φανάρι)
- Parga (Πάργα)

De plaats heette in het verre verleden Ypargos. In 1570 werd er een Venetiaans fort gebouwd op de rotsen ten noorden van de plaats. Net als de rest van Epirus werd Parga deel van Griekenland na afloop van de Balkanoorlogen.
Parga is een populaire badplaats van waaruit je het binnenland kunt verkennen, waaronder de beroemde Meteora Kloosters. 

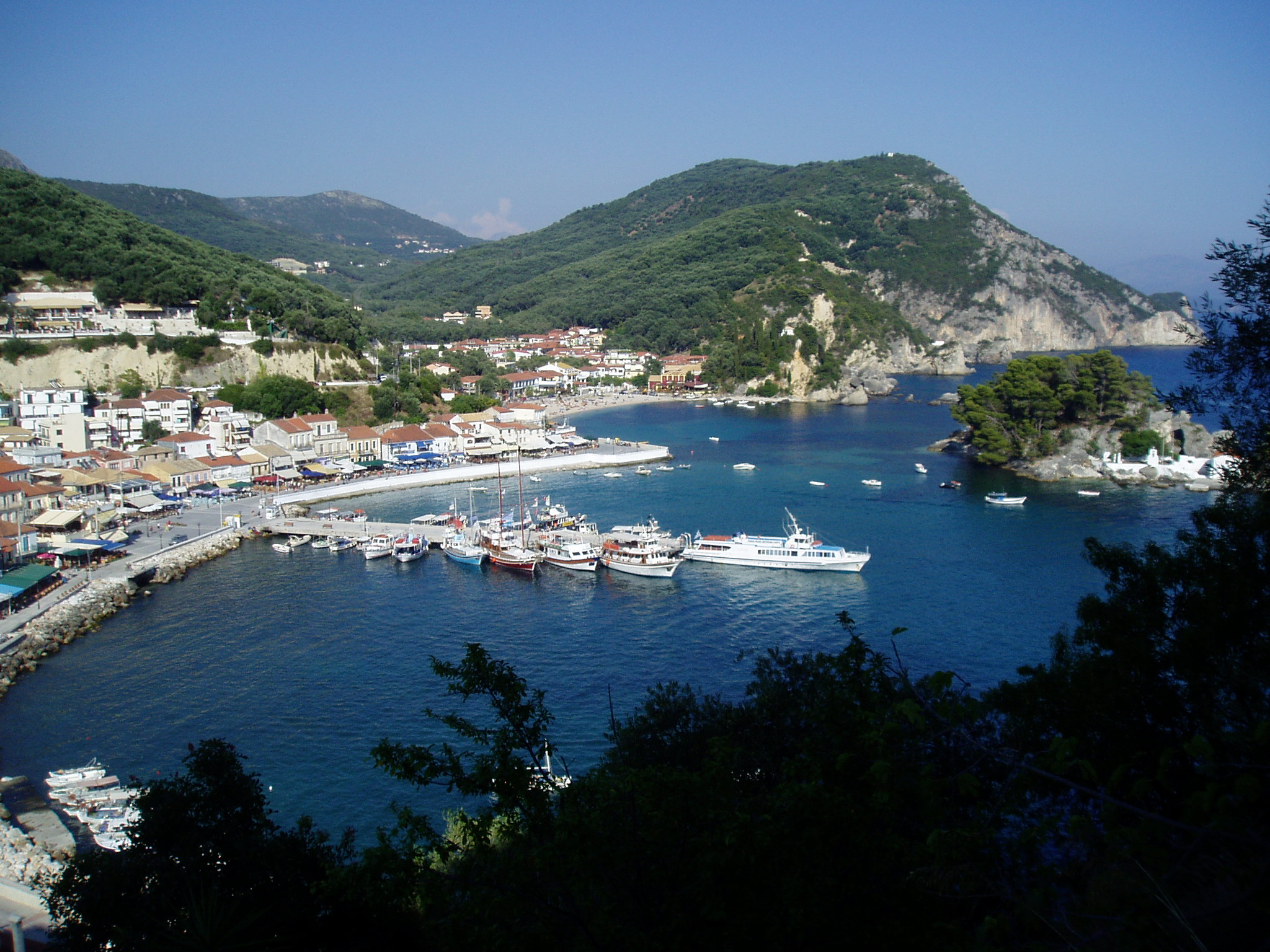
Parga

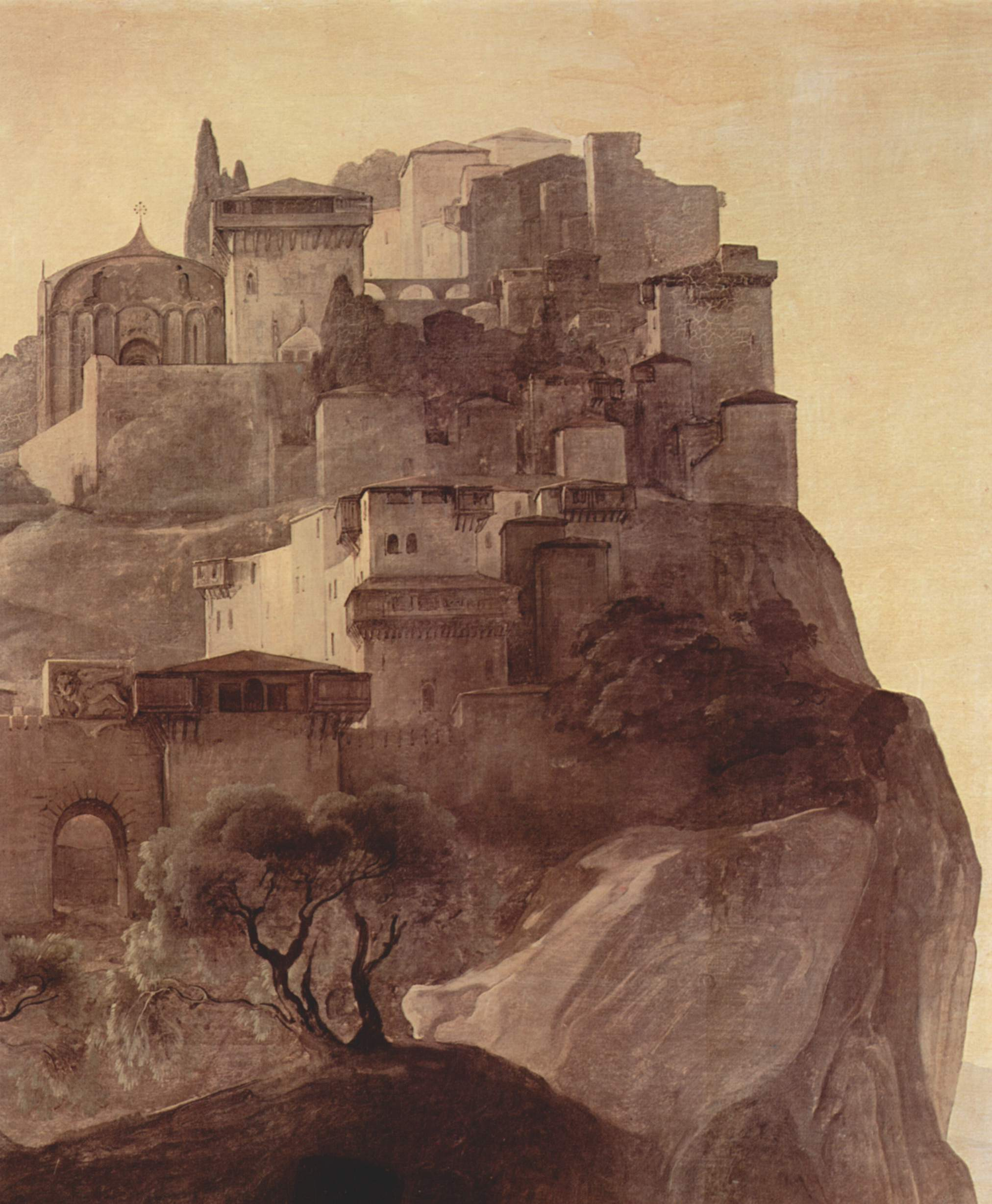
Fort van Parga, door Hayez 1831